# Palais des sports de Minsk
Pour les articles homonymes, voir Palais des sports.
 (avril 2025).
Si vous disposez d'ouvrages ou d'articles de référence ou si vous connaissez des sites web de qualité traitant du thème abordé ici, merci de compléter l'article en donnant les références utiles à sa vérifiabilité et en les liant à la section « Notes et références ».
Le palais des sports de Minsk (pouvant être abrégé en Palais des Sports) est une salle omnisports de Minsk en Biélorussie. 
Il accueille notamment l'équipe de hockey sur glace du Dinamo Minsk de la Ligue continentale de hockey. La patinoire a une capacité de 3 311 spectateurs. Même si la Minsk-Arena a été ouverte en 2009, il est toujours utilisé par le Dinamo.